# Celso Hermínio
Celso Hermínio de Freitas Carneiro (Lisboa, 2 de Março de 1871 — Lisboa, 8 de Março de 1904), mais conhecido por Celso Hermínio, foi um caricaturista, humorista e ilustrador, colaborador de diversos periódicos de Lisboa, Porto e Brasil, e autor de múltiplos cartazes e ilustrações, com destaque para os cartazes referentes a peças de teatro. O portrait-charge foi o género em que mais se destacou.

## Biografia
Foi filho do escritor e dramaturgo general Gaudêncio Eduardo Carneiro e de sua mulher Hermínia de Campos Freitas. Durante a sua infância acompanhou a família nas diversas localidades onde o pai, militar do Exército Português, foi sendo colocado.
A sua veia de artista gráfico humorista surgiu muito cedo, pois ainda criança compôs em Ponta Delgada, nos Açores, cidade onde o pai se encontrava colocado, as suas primeiras caricaturas conhecidas num jornal satírico familiar intitulado A Mosca. Foi responsável pela publicação  O Berro (1896) e diretor artístico da revista Brasil-Portugal (1899-1914), e tem também colaboração artística nos jornais humorísticos A Comédia Portuguesa começado a publicar em 1888, e no jornal humorístico A Paródia, começado a publicar em 1900. Colaborou igualmente em publicações periódicas como Branco e Negro (1896-1898) e, no ano seguinte, O Branco e Negro (1899). Ainda se encontram colaborações da sua autoria no semanário O Microbio (1894-1895) e na  revista A sátira (1911).
Depois de concluir o ensino secundário, destinado a seguir a vida militar, assentou praça e já como sargento-cadete do Regimento de Caçadores frequentou o curso preparatório da Escola Politécnica de Lisboa. Abandonou essa carreira e dedicou-se à caricatura, à ilustrtação e ao humorismo.
Tornou-se um dos caricaturistas republicanos portugueses que expressou na sua obra os seus comentários sobre a monarquia. Tal como o seu contemporâneo Leal da Câmara, foi suspenso das revistas onde o seu trabalho era publicado. Hermínio mudou-se para o Brasil. Após o regresso a Portugal em 1900, substituiu Rafael Bordalo Pinheiro como ilustrador do Comércio do Porto Ilustrado.
Fez parte da Maçonaria, tendo sido iniciado em 1887 na Loja Luis de Camões, em Lisboa.
A 8 de Março de 1904 faleceu subitamente, vítima de pneumonia dupla. Desta forma súbita desaparecia, com apenas 33 anos de idade, um dos mais importantes caricaturistas portugueses de todos os tempos. O periódico A Paródia, no qual colaborara, anuncia a sua morte com estas palavras: A morte prematura de Celso Hermínio privou a arte da caricatura em Portugal de um dos seus cultores mais jovens, mas mais talentosos e fecundos. Graças a uma real aptidão e a um esforço incessante, Celso Hermínio, tendo feito uma carreira rápida e brilhante, alcançara já um lugar indispensável entre os humoristas do lápis no nosso país. Era um bom caricaturista, com um grande poder crítico e uma técnica absolutamente original.